# Ministère de l'Agriculture (Roumanie)
Pour les articles homonymes, voir Ministère de l'Agriculture.
Le ministère de l'Agriculture et du Développement rural est un ministère roumain dirigé par Florin Barbu depuis le 15 juin 2023.

## Historique
- Ministère de l'Agriculture, de l'Industrie, du Commerce et des Domaines (1883-1907)
- Ministère de l'Agriculture et des Domaines (1907-1948)
- Ministère de l'Agriculture (1948-1953)
- Ministère de l'Agriculture et de la Sylviculture (1953-1956)
- Ministère de l'Agriculture (1956-1957)
- Ministère de l'Agriculture et de la Sylviculture (1957-1961)
- Ministère de l'Agriculture (1961-1962)
- Conseil supérieur de l'Agriculture (1962-1969)
- Ministère de l'Agriculture et de la Sylviculture (1969-1971)
- Ministère de l'Agriculture, de l'Industrie alimentaire, de la Sylviculture et des Eaux (1971-1974)
- Ministère de l'Agriculture et de la Sylviculture (1974-1975)
- Ministère de l'Agriculture, de l'Industrie alimentaire et des Eaux (1975-1980)
- Ministère de l'Agriculture et de l'Industrie alimentaire (1980-1985)
- Ministère de l'Agriculture (1985-1989)
- Ministère de l'Agriculture et de l'Industrie alimentaire (1989-1990)
- Ministère de l'Agriculture (1990-2000)
- Ministère de l'Agriculture, de l'Alimentation et des Forêts (2000-2004)
- Ministère de l'Agriculture, des Forêts et du Développement rural (2004-2009)
- Ministère de l'Agriculture et du Développement rural (depuis 2009)

## Liste des ministres

### Depuis 1989
| Nom                  | de               | à                | Gouvernement                 | Parti | Parti       |
| -------------------- | ---------------- | ---------------- | ---------------------------- | ----- | ----------- |
| Nicolae Ștefan       | 26 décembre 1989 | 28 juin 1990     | Roman I                      |       | FSN         |
| Ioan Țipu            | 28 juin 1990     | 3 juin 1991      | Roman II                     |       | FSN         |
| Petru Mărculescu     | 3 juin 1991      | 19 novembre 1992 | Roman II, Stolojan           |       | PDAR        |
| Ioan Oancea          | 19 novembre 1992 | 18 août 1994     | Văcăroiu                     |       | FDSN        |
| Valeriu Tabără       | 18 août 1994     | 3 septembre 1996 | Văcăroiu                     |       | PUNR        |
| Alexandru Lăpușan    | 28 août 1993     | 11 décembre 1996 | Văcăroiu                     |       | PDSR        |
| Dinu Gavrilescu      | 12 décembre 1996 | 2 décembre 1998  | Ciorbea, Vasile              |       | PNȚCD       |
| Ioan Avram Mureșan   | 2 décembre 1998  | 28 décembre 2000 | Ciorbea, Vasile, Isărescu    |       | PNȚCD       |
| Ilie Sârbu           | 28 décembre 2000 | 14 juillet 2004  | Năstase                      |       | PSD         |
| Petre Daea           | 14 juillet 2004  | 28 décembre 2004 | Năstase                      |       | PSD         |
| Gheorghe Flutur      | 29 décembre 2004 | 23 novembre 2006 | Popescu-Tăriceanu            |       | PNL         |
| Dan-Ştefan Motreanu  | 23 novembre 2006 | 5 avril 2007     | Popescu-Tăriceanu            |       | PNL         |
| Decebal Traian Remeș | 5 avril 2007     | 11 octobre 2007  | Popescu-Tăriceanu            |       | PNL         |
| Dacian Cioloș        | 11 octobre 2007  | 22 décembre 2008 | Popescu-Tăriceanu            |       | Indépendant |
| Ilie Sârbu           | 22 décembre 2008 | 1er octobre 2009 | Boc I                        |       | PSD         |
| Radu Berceanu        | 1er octobre 2009 | 23 décembre 2009 | Boc I                        |       | PDL         |
| Mihail Dumitru       | 23 décembre 2009 | 3 septembre 2010 | Boc II                       |       | Indépendant |
| Valeriu Tabără       | 3 septembre 2010 | 6 février 2012   | Boc II                       |       | PDL         |
| Stelian Fuia         | 9 février 2012   | 27 avril 2012    | Ungureanu                    |       | PDL         |
| Daniel Constantin    | 7 mai 2012       | 17 novembre 2015 | Ponta I, II, III et IV       |       | PC          |
| Daniel Constantin    | 7 mai 2012       | 17 novembre 2015 | Ponta I, II, III et IV       | ALDE  |             |
| Achim Irimescu       | 17 novembre 2015 | 4 janvier 2017   | Cioloș                       |       | Indépendant |
| Petre Daea           | 4 janvier 2017   | 4 novembre 2019  | Grindeanu, Tudose et Dăncilă |       | PSD         |
| Nechita-Adrian Oros  | 4 novembre 2019  | 25 novembre 2021 | Orban I et II, Cîțu          |       | PNL         |
| Adrian Chesnoiu      | 25 novembre 2021 | 23 juin 2022     | Ciucă                        |       | PSD         |
| Sorin Grindeanu a.i. | 23 juin 2022     | 8 juillet 2022   | Ciucă                        |       | PSD         |
| Petre Daea           | 8 juillet 2022   | 15 juin 2023     | Ciucă                        |       | PSD         |
| Florin Barbu         | 15 juin 2023     | en fonction      | Ciolacu I et II, Bolojan     |       | PSD         |